# Halász Bálint
Halász Bálint (Makó, 1940. október 27. – Orosháza, 2015. május 6.) kertészmérnök és tudományos főmunkatárs.

## Családja
Nagyszülei debreceni illetőségűek voltak, 1936-ban költöztek Makóra. Édesapja, Halász József a második világháborúban, a Don-kanyarban halt hősi halált. Édesanyja, Nagy Mária a debreceni Svetits-Intézet Róm. Kath. Leánylíceumában végzett kitűnő eredménnyel, ezenkívül az iskola vöröskeresztes ifjúsági egyletének elnöki tisztét is betöltötte. Az édesanya a háború után csak a Mezőgazdasági vízépítő vállalat gencsháti üzemegységénél helyezkedett el, mint rizstermesztő fizikai munkás.

## Élete, munkássága
A Debreceni Református Gimnáziumban jó rendűen érettségizett, majd az orvosi egyetemre felvételizett, de ideológiai okokból a felvételi bizottság elutasította jelentkezését. Ezt követően a kertészeti egyetemre nyert felvételt, ahol agrármérnöki diplomát szerzett. Az egyetemi évek alatt, hogy segítsen saját maga és édesanyja egzisztenciális helyzetén, a Kelenföldi pályaudvaron dolgozott mint éjszakai rakodómunkás, illetve a budaörsi őszibarack ültetvények metszését vállalta.
Közel negyven évig dolgozott a Makói kutatóintézet kötelékében mint tudományos főmunkatárs. Szabadidejében spanyol-portugál szakszövegek fordítását vállalta, TIT előadásokat tartott, 2014 decemberéig, fizikai és szellemi állapotának hanyatlásáig aktív kutató munkát és széles körű publikációs tevékenységet folytatott. 2015 májusában hunyt el, egy leánygyermeket és három unokát hagyott maga után.

## Munkái
- Páger Antal élete legendák nélkül- in: Emlékezés Páger Antalra szerk.: Tóth Ferenc, Keresztény Értelmiségiek Szövetsége makói csoportja, Makó, 1992.
- Dr. Felletár József életútja in: Marosvidék
- Makó és térsége kulturális folyóirata 2003.
- Szundy Jenő a gyümölcsészet úttörője in: Marosvidék
- Makó és térsége kulturális folyóirata 2011.
- Egy megkésett nekrológium: Dr. Tamás Elemér igazgató-főorvosról. 2000.
- 250 éve született az első magyar gazdasági szaklap szerkesztője. 1998.
- Halász Bálint: Hajdú József emlékezete (1929-1998) 1998.
- in: Csongrád Megyei Honismereti Egyesület- A Makói Honismereti Híradó bibliográfiája (Pál Lászlóné Szabó Zsuzsanna 2011. augusztus 1.)
- Megemlékezés Tamás Elemér igazgató főorvosról (1918-1997)
- in: Orvosi Hetilap 2001, 142 (18), 959-960.